# عبدالله کرد
عبدالله کرد (زادهٔ ۲۰ آوریل ۱۹۷۷ میلادی) یک سیاست‌مدار کرد بود.